# St George's, Shropshire
St George's är en ort i civil parish St. Georges and Priorslee, i distriktet Telford and Wrekin, i grevskapet Shropshire, i England. Orten hade 6 370 invånare år 2021. St Georges var en civil parish 1898–1934 när blev den en del av Oakengates. Civil parish hade 163 invånare år 1931.